# بيتر كازافيتش
بيتر كازافيتش (بالفرنسية: Peter Kassovitz)‏ هو كاتب سيناريو ومخرج وممثل فرنسي، ولد في 17 نوفمبر 1938 ببودابست في المجر.

## وصلات خارجية
- بيتر كازافيتش على موقع IMDb (الإنجليزية)
- بيتر كازافيتش على موقع ألو سيني (الفرنسية)
- بيتر كازافيتش على موقع أول موفي (الإنجليزية)
- بيتر كازافيتش على موقع قاعدة بيانات الأفلام السويدية (السويدية)
- بيتر كازافيتش على موقع قاعدة بيانات الفيلم (الإنجليزية)
- بيتر كازافيتش على موقع كينوبويسك (الروسية)